# Saser Muztagh
La Saser Muztagh és la serralada secundària més oriental de la gran serralada del Karakoram. Es troba a la part índia del Caixmir, a la regió de Ladakh. El principal cim és el Saser Kangri I amb una altura de 7.672 metres.

## Ubicació
Es troba envoltada al sud, est i nord-oest pel riu Shyok, que es corba al costat sud-est de la serralada i representa la frontera sud-est de tot el Karakoram. A l'oest, el riu Nubra, que flueix des de la glacera Siachen, separa el Saser Muztagh de les muntanyes Saltoro, mentre el Saser La marca el límit entre aquesta serralada i la de Rimo Muztagh, al nord. Al sud, a l'altre costat del riu Shyok, hi ha la serralada de Ladakh.

## Història
Les primeres exploracions d'aquesta serralada van tenir lloc entre 1850 i 1900. El 1909 l'explorador Thomas George Longstaff, junt a Arthur Neve i A. M. Slingsby, van explorar la vall de Nubra i van fer reconeixements d'aproximació al massís principal del Saser Kangri. Amb tot, els principals cims del grup no van ser escalats fins a la dècada de 1970.
Atès que la regió es troba prop de la frontera en disputa entre el Pakistan i l'Índia, per la qual cosa hi ha molt poca activitat d'escalada a la serralada.

## Principals cims
Aquests són els principals cims del grup.
| Muntanya          | Altura (m) | Coordenades                                          | Prominència (m) | Primera ascensió | Ascensions (intents fallits) |
| ----------------- | ---------- | ---------------------------------------------------- | --------------- | ---------------- | ---------------------------- |
| Saser Kangri I    | 7.672      | 34° 52′ 00″ N, 77° 45′ 09″ E / 34.86667°N,77.75250°E | 2.304           | 1973             | 6 (4)                        |
| Saser Kangri II E | 7.513      | 34° 48′ 15″ N, 77° 48′ 18″ E / 34.80417°N,77.80500°E | 1.450           | 2011             | 1 (0)                        |
| Saser Kangri III  | 7.495      | 34° 50′ 44″ N, 77° 47′ 06″ E / 34.84556°N,77.78500°E | 850             | 1986             | 1 (0)                        |
| Chamsen Kangri    | 7.017      | 34° 53′ 4″ N, 77° 48′ 08″ E / 34.88444°N,77.80222°E  | 657             | 2013             | 1 (0)                        |